# Basmanny
Le district Basmanny (russe : Басма́нный) est un arrondissement du centre de Moscou, situé au nord-est du district administratif central. Le district est bordé à l'ouest par Kitaï-gorod, au sud par la Iaouza. Il s'étend sur 816 hectares et comporte 75 hectares d'espaces verts. Sa population est de 100 000 habitants en 2006.

## Histoire

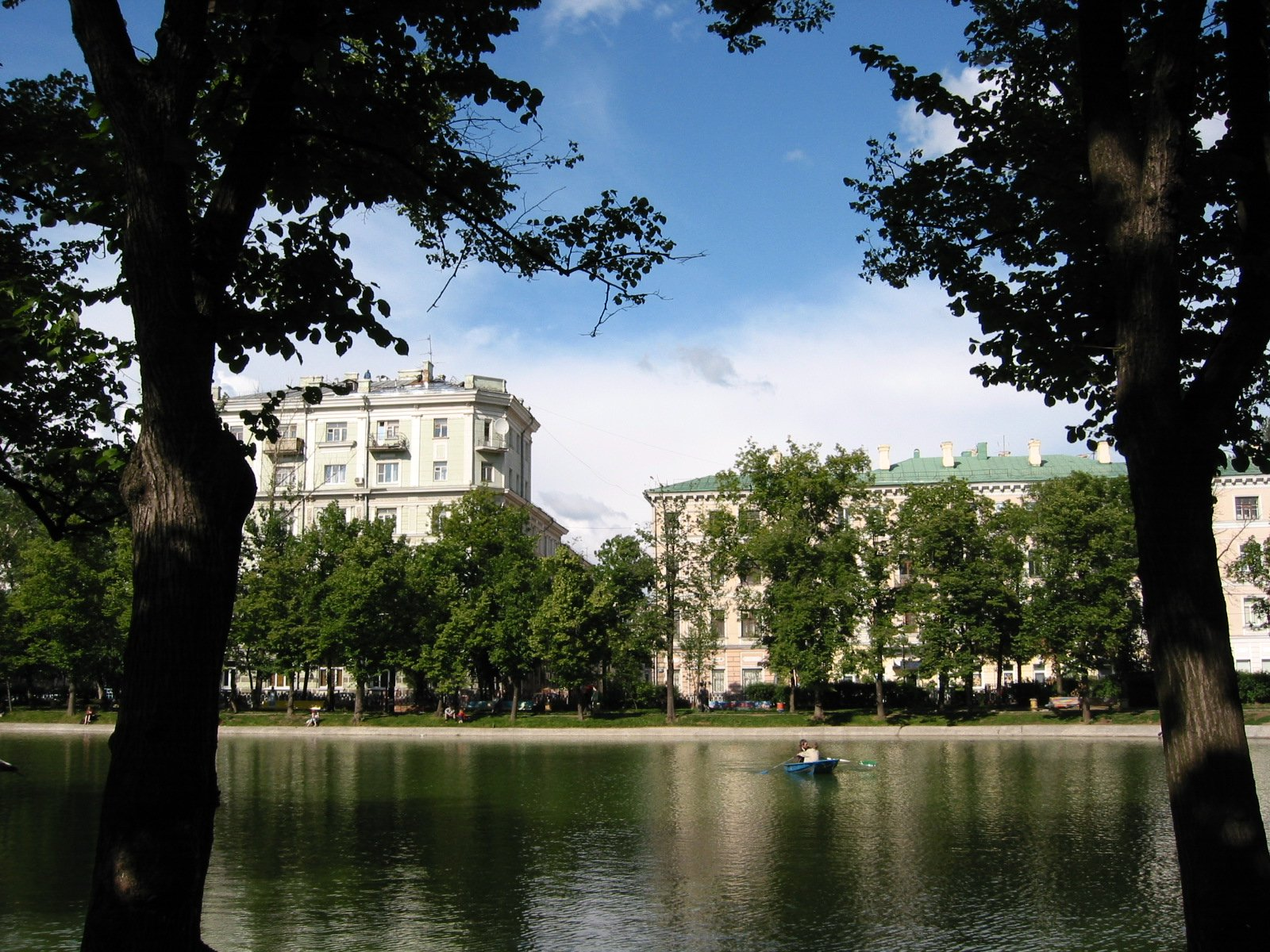
Tchistye Proudy, les étangs clairs.

Le district qui s'étire autour de l'axe principal formé par les rues Marosseïka et Pokrovka s'est urbanisé depuis le XVe siècle. Il menait à l'époque aux palais royaux d'Izmaïlovo et nombre de familles de haut rang résidaient ici. En 1643, les catholiques et protestants durent quitter le centre de Moscou et s'établirent un peu plus loin sur le même axe dans le « quartier allemand ».

## Lieux marquants
La gare de Koursk, le quartier historique de Khitrovka, les Étangs clairs (Tchistye Proudy) et plus d'une trentaine d'églises se trouvent dans le district.

## Rues
- Chemin Podsosensky